# Xàtiva (métro de Valence)
Xàtiva est une station de la ligne 3, la ligne 5 et la ligne 9 du métro de Valence. Elle est située sous la rue de Xàtiva, dans le district de la Vieille ville, à Valence.

## Situation sur le réseau
Établie en souterrain, la station Xàtiva du métro de Valence est située sur la ligne 3, la ligne 5 et la ligne 9 entre Colón et Àngel Guimerà.

## Histoire
La station ouvre au public le 16 septembre 1998, à l'occasion de la mise en service du prolongement des infrastructures qui supportent la ligne 3 (puis la ligne 5 et la ligne 9),.